# Сан-Пайю (Гимарайнш)
Сан-Пайю (порт. São Paio) — район (фрегезия) в Португалии, входит в округ Брага. Является составной частью муниципалитета Гимарайнш. Находится в составе крупной городской агломерации Большое Минью. По старому административному делению входил в провинцию Минью. Входит в экономико-статистический субрегион Аве, который входит в Северный регион. Население составляет 3920 человек на 2001 год. Занимает площадь 0,37 км².
Покровителем района считается Святой Пайю (порт. São Paio).